# エニセイ川
エニセイ川（エニセイがわ、イェニセイ川、ロシア語: Енисе́й, トゥバ語: Улуг-Хем, ハカス語: Ким суғ, エヴェンキ語: Ендэгӣ, ネネツ語: ям', 英語: Yenisei）は、ロシアを流れる河川である。北極海に流れ込む最大の水系で、世界でも第5位の長さである（オビ川を5,570キロメートルとした場合には世界第6位）。流域面積はユーラシア大陸で最大の河川でもある（バイカル湖の水を含めるとセントローレンス川を超えて世界最大の水量となる）。
沿岸では、木材、石炭、鉄などを産出し、それらの輸送（シベリアの河川交通）にも使われる。

## 名称の由来
イェニセイ川は、はじめ「ケム川」として文献に登場し、初出は唐代中国で7世紀にさかのぼる。この地域の古代クルグス人と唐の接触にともなって、記録にあらわれた。『周書』50巻と『北史』99巻に「劔水」が、『新唐書』217巻に「劍河」がみえる。さらに14世紀の『元史』63巻に「謙河」がみえる。これら漢文資料は、イェニセイ川上流部への南方からの接近によるものであった。「劔」（劍）と「謙」の語は、8世紀の突厥碑文のケム（Käm）に比定されている。また、14世紀の『集史』オイラット伝にもケム كيم がみえる。更に18世紀においても中国の地図では、「ケム・ビラ」 ᡴᡝ᠊ᠮ᠊ᠠ
ᠪᡳ᠊ᡵᠠ Kem bira（ケム川（イェニセイ川））（康熙56年（1717年）完成『康煕皇輿全覧図』第一排五号）、「ケミ・ボム」ᡴᡝ᠊ᠮ᠊ᠠ
ᡳ
ᠪᠣ᠊ᠮ Kem-i bom（ケム川（イェニセイ川）の絶壁）（雍正5年（1727年）もしくは雍正7年（1728年）完成『雍正十排図』三排西三）、「伊克克穆必拉（イフ・ケム・ビラ）」（大ケム川）（乾隆25年（1769年）完成『乾隆十三排図』（『乾隆内府輿図』）六排西二）と表記されている。
その語源はテュルク諸語起源とは考えられておらず、サモイェード諸語由来が考察されているが、はっきりしない。
現在においては、この語は古代に上記言語と深い関係があったと考えられているテュルク諸語のトゥバ語のヘム хем xem “川” と、その姉妹語のトファ語のヘム hем hem “川” にのみ残っている。また、アルタイ共和国の河川名として、～ケム （-кем -kem）が50以上みえ（アルタイ語にはこの語がない）、さらにハカス語でイェニセイ川を示すキム Ким Kim（Ким суғ Kim suγ）がかろうじて残っており、すべて現在のトゥバ共和国を中心とするその周辺に分布が限られている。
一方、17世紀のロシア人は北西側からこの川の下流部に到達した。その途上、1600年にトボリスクのコサックがマンガゼヤ砦をタズ川流域に築いた。その際に接触した同地域のサモイェード諸語を母語とするいずれかの民族からこの川の名が直接的・間接的に伝えられ、ロシア語風に訛って「イェニセイ」として定着したと考えられている。また、イェニセイ川はすでに16世紀末のオランダ人航海士たちには知られており、ヒリシ “Gilissi”、ヘリシ “Gelissi”、ヘニサ “Geniscea”などと表記揺れが残っているものの、「イェニセイ」の音に近い表記が知られている。特に “Geniscea”は現代オランダ語の発音では[xɛnisə]であり、かなり近い音である。ロシア語文献への登場はオランダ語より若干遅く、1600年には現在と同じ「イェニセイ Енисей Yenisei」の語で登場するようになった。しかし、表記の揺れるオランダ語とは異なり、ロシア語は17世紀からそれほど表記が揺らいでおらず、せいぜい「イェニセヤ Енисея Yeniseya」、「イェニシャ Енися Yeniya」にとどまる。
「イェニセイ」の語源に関しては、はっきりしていない。
たとえば、著名な言語学者ファスマーの語源考察によると、おそらくカストレーンの語彙集を参照して、ガナサン語の「イェンタイェア Jentajea」 “イェニセイ川”、エネツ語の「イェドシ Jeddosi」 “イェニセイ川”、セリクップ語の「ナンデスィ N'andesi」 “イェニセイ川”に対応する未同定のサモイェード諸語に属する言語に由来する、と結論した。また、ニコーノフはセリクップ語、ハンティ語、さらにはエベンキ語で「大きな川」を意味する「イオンデシ иондесси iondessi」が語源であると主張している。さらに近年、イェニセイの語源を「古代クルグス語」（トゥバ語からの類推か？）の「エネ（эне ene）」 “曾祖母”＋「サイ（сай say）」 “砂利、浅瀬” の合成語に求める言説などもみえるようになっている。
しかしながら、上記の「考察」はそれぞれの言語の辞書を参照していない民間語源に留まっている（ファスマーを除いて）。信憑性のある現代の言語資料を用いた考察や、史料を利用した緻密な研究がおこなわれることが研究者に期待されている。

## 歴史
モンゴル系・テュルク系民族が住んでいたエニセイ川流域には、17世紀ごろからコサックが進入してきた。毛皮を求めてウラル山脈を越えてオビ川流域の西シベリア平原に進出していたコサックは、河川を利用してシベリアを東西に往復しながら次第に東へと進んできた。16世紀末にはオビ川から東へ伸びるケチ川へコサックが要塞を置き、流域のケット人にヤサク（毛皮貢納の税）を課し、ケチ川源流から丘を越えてエニセイ川流域に侵入した。17世紀以降にはエニセイスク、アバカンスク、クラスヌイ・ヤール（後のクラスノヤルスク）などの要塞が次々に建てられた。エニセイ川流域は金や毛皮の産地としてロシア帝国に富をもたらしたが、同時に流刑地でもあった。

## 流域
モンゴルから北へ流れ、シベリア中央部を貫き、北極海の一部であるエニセイ湾に注ぐ。河口は川幅1 - 3キロメートル幅の川が十数本に分かれており、幅50キロメートルの三角州になっている。
上流部は急流で洪水が多く、人口密度は非常に低い。中流部にはいくつかの巨大な水力発電用ダムが建設されており、ロシアの原料生産業を支えている。その一部はソビエト時代の強制労働によるものである。人口稀薄なタイガ地帯を流れ、多くの支流を集めたのち、一年の半分が氷に閉ざされるツンドラ地帯を抜けてカラ海に注ぐ。近年、流量は増加傾向にあり、地球温暖化による永久凍土の融解が要因として指摘されている。北極海の塩分濃度の変化が地球規模の影響をもたらすおそれなどが懸念されている。

### 上流部
エニセイ川は二つの主な源に発する。

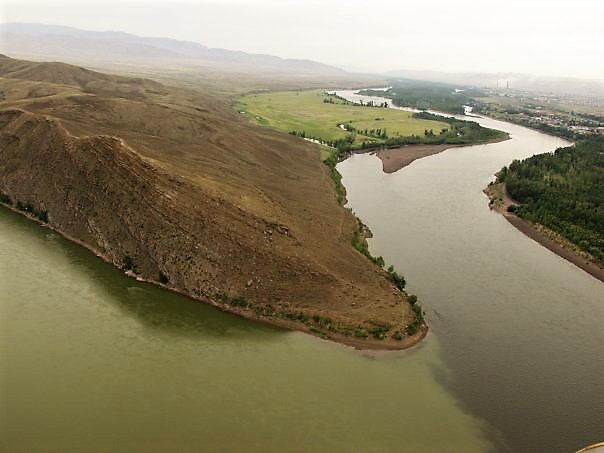
クズル付近にあるビー＝ヘム川とカー＝ヘム川の合流点

- ボルショイ・エニセイ川（大エニセイ川）、またはビー＝ヘム川（ロシア語版）（トゥバ語: Бий-Хем、Bii-Khem）は、トゥヴァ共和国の東サヤン山脈の南麓、およびタンドゥ山脈（トゥバ語: Таңды-Уула タンドゥ＝オラ、英語: Tannu-Ola タンヌ＝オラ 唐努烏拉）の北を源流とする。
- マールイ・エニセイ川（小エニセイ川）、またはカー＝ヘム川（ロシア語版）（トゥバ語: Каа-Хем、Kaa-Khem）はモンゴルのダルハド渓谷（英語版）（Darkhad）を源流とする。近年の研究では、ダルハド渓谷の狭い出口は定期的に氷河で閉ざされ、隣接するモンゴル最大の湖・フブスグル湖（Khövsgöl）と同じくらいの大きさの氷河湖を形成していた。氷河が縮小すると（直近では9,300年前に起こった）、500立方キロメートルもの水が決壊して流れ下ったとみられる。

エニセイ川はサヤン山脈などに囲まれるミヌシンスク盆地に入り、アバカン川、オヤ川、トゥバ川などの川を集める。この付近での川沿いの大きな町にはミヌシンスク、アバカン、クラスノヤルスクなどがある。

### バイカル湖

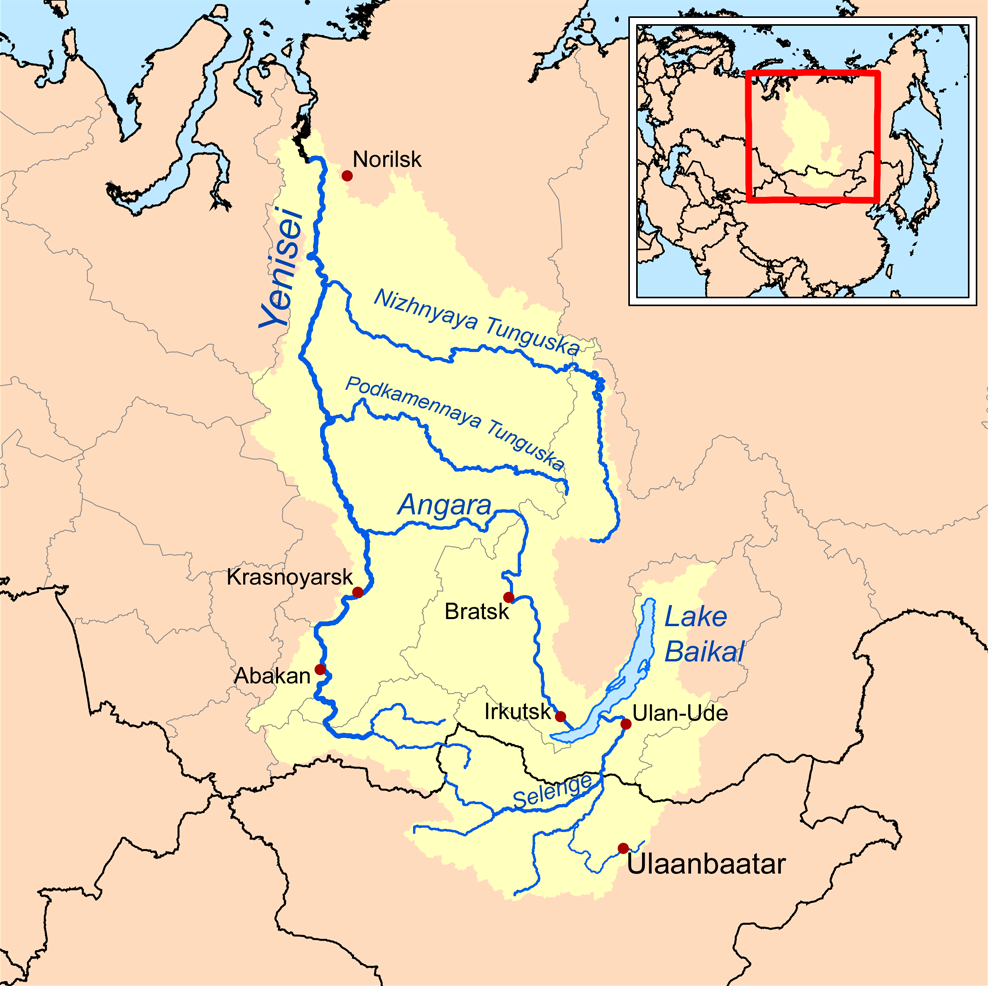
エニセイ川流域

長さ320キロメートルで部分的に航行も可能な上アンガラ川（Upper Angara）は、ブリヤート共和国を流れてバイカル湖の北端に流れ込む。なお、バイカル湖に流入する最長の河川はモンゴルに源流をもち、湖の南東側に三角州を形成して流れ込む長さ992キロメートルのセレンガ川である。その最大の支流はモンゴル中部のハンガイ山脈東麓から流れる。その他の支流には、モンゴルの首都ウランバートルを流れるトーラ川（Tuul）、フブスグル湖からの唯一の流出河川であるエグ川（エギーン川、Egiin Gol）などがある。

### アンガラ川
アンガラ川（Ангара́、Angara）はバイカル湖から流れ出す長さ1,840キロメートルの川で、この地方の中心都市であるイルクーツクを経て、エニセイ川にはストレルカ（Strelka、北緯58度10分、東経92度99分）で合流する。アンガラ川には4か所のダムがあり、この地方の産業のために電力を供給している。イルクーツクにある44メートルのダムには出力650MWの発電所がある。500キロメートル下流のブラーツクには1960年代に124メートルのブラーツクダムが完成し、出力4,500MWの発電所が造られ、ダム湖はその形状から「龍の湖」と呼ばれている。東サヤン山脈の北麓に発する支流のオカ川とイヤ川が「龍」の両あごを形成し、アンガラ川が400キロメートルにおよぶ長い尾を形成する。250キロメートル下流のウスチ＝イリムスクには同じくらいの大きさの新しいダムがあり（ここで合流する支流のイリム川にも大きなダムがある）、さらに400キロメートル下流のボグチャニにもダムがある。さらに新しいダムを造る計画もあるが、環境への影響の大きさから反対の声があり、建設予算がついていない。
拡大し続ける東シベリアの石油産業の中心地でユコスの大精油所の所在地、アンガルスクは、イルクーツクの50キロメートル下流に位置する。大きなパイプラインが西へ伸び、さらに日本海岸のナホトカへ日本向けの石油を輸送するパイプラインも建設されようとしている。東シベリアの埋蔵資源の限度はまだ明らかではなく、イルクーツクの北200キロメートルのコヴィクチンスコエ（コビクタ、Kovyktinskoye）、およびイルクーツクの北500キロメートルの中央シベリア高原にあるヴェルフネチョンスコエ（ベルフネチ、Verkhnechonskoye）など大きなガス田や油田が開発途上にあり、東アジアへの輸出が期待されている。

### 下エニセイ

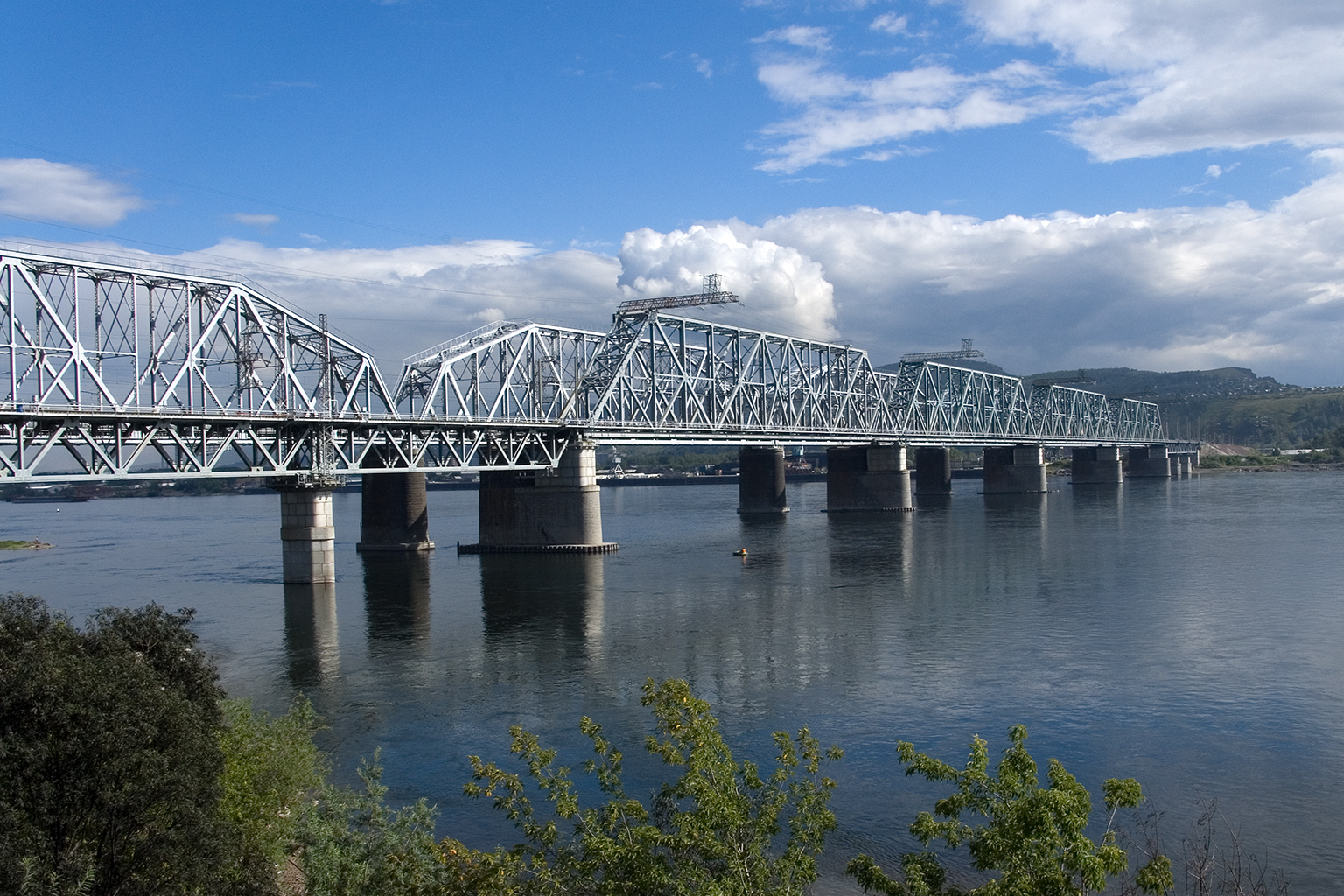
クラスノヤルスク橋（クラスノヤルスク付近でエニセイ川を渡る鉄道橋）

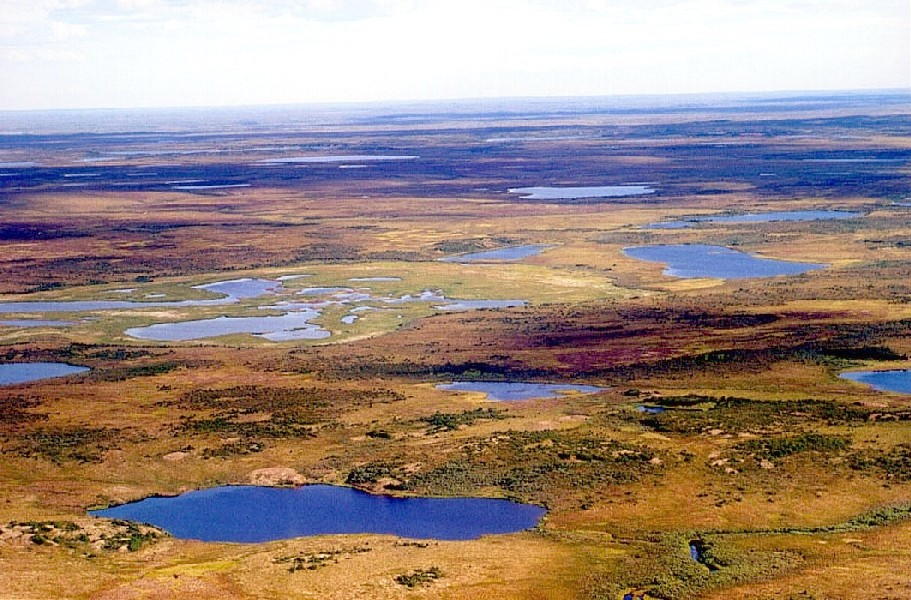
ドゥディンカ付近のツンドラ地帯

エニセイ川とアンガラ川がストレルカで合流した後、大カズ川（Great Kaz）が300キロメートル下流で合流する。この川は、オビ川支流のケート川（ケチ川、Ket）と、オビ・エニセイ運河で結ばれていたことが特筆される。エニセイ川は幅が広くなり、川には無数の中州が出現し、多くの支流が合流して流れは大きくなる。特に大きな支流は、長さ1,800キロメートルを超えるポドカメンナヤ・ツングースカ川、および3,000キロメートル近い長さのニジニャヤ・ツングースカ川という右岸側の2つの大河で、いずれも東の中央シベリア高原から流れている。これらの川の上流に当たるツングースカ地方はツングースカ大爆発で知られるが、現在は石油・天然ガスの探査や開発が進んでいる。ニジニャヤ・ツングースカ川との合流点を過ぎると、エニセイ川は北極圏に入り、ツンドラ地帯が広がる。
エニセイ川は年の半分以上は凍結する。何もしないと無数の氷が川をせき止めて洪水が発生してしまうため、爆発物を使い氷を吹き飛ばし水を流す作業が行われる。ドゥディンカは、クラスノヤルスクと定期客船で結ばれる最下流の港町である。河口の先では幅50キロメートル、長さ250キロメートルのエニセイ湾が形成されている。この部分では砕氷船が航路を確保するために使われる。
氷期には北極への流路が氷床で閉ざされていた。詳しいことはまだ分かっていないが、最終氷期にはエニセイ川やオビ川は西シベリア低地を覆うほどの巨大な湖（西シベリア氷河湖）に流れ込んでいたとみられる。また、この湖の水は北極海に出られないため、最終的には黒海に向かっていたと考えられている。
河口部にブレホフスキー諸島があり、一帯はアオガン、コレゴヌス属、シベリアチョウザメ、ホッキョクギツネの生息地である。1994年にラムサール条約登録地となった。

## 支流

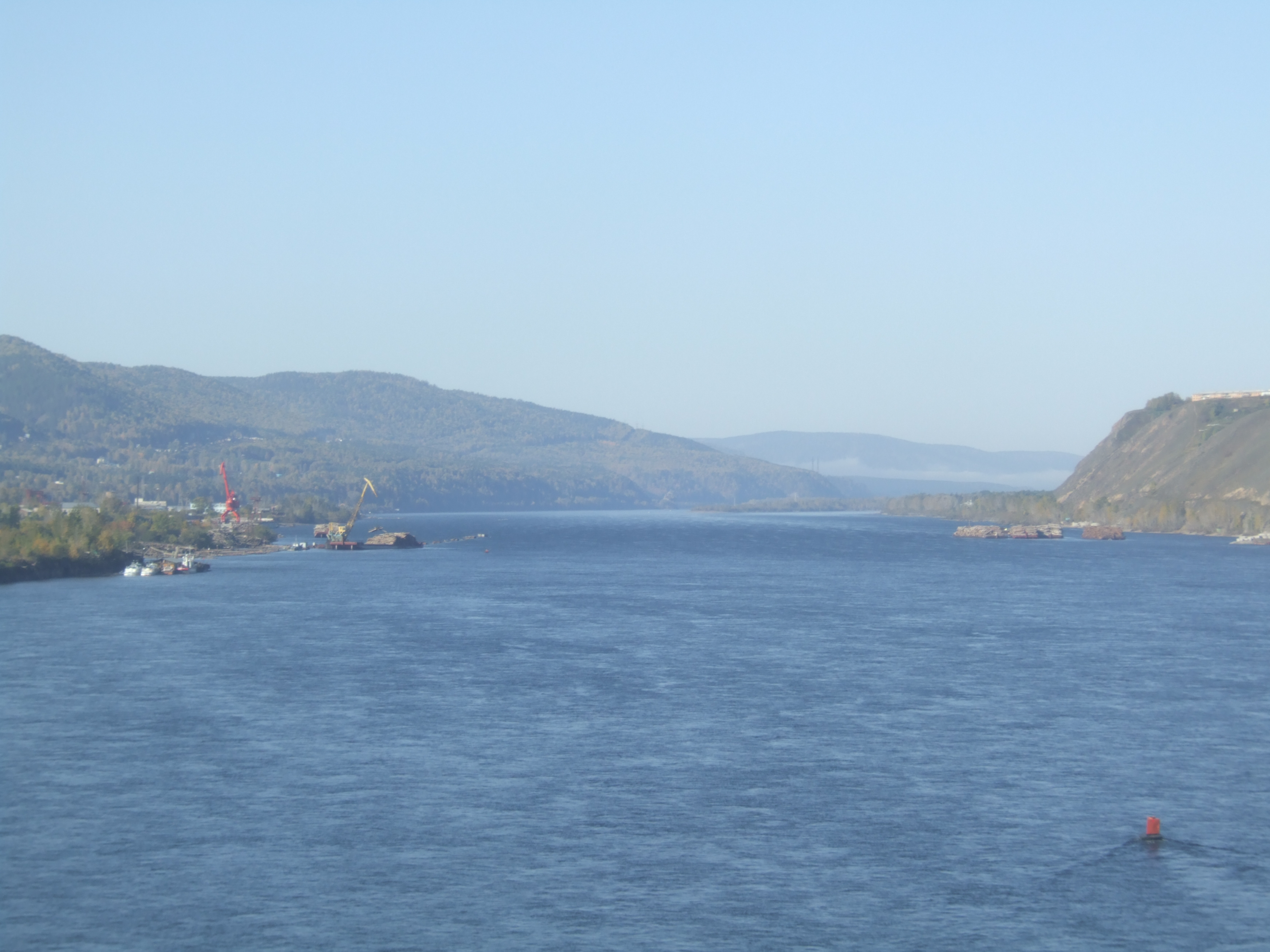
クラスノヤルスク付近でのエニセイ川。クラスノヤルスク橋から西側を望む

下流より記載
- タナマ川
- ニジニャヤ・ツングースカ川
- ポドカメンナヤ・ツングースカ川
  - チュニャ川（ロシア語版）
    - キムチュ川（ロシア語版）
      - チェコ湖
- アンガラ川
  - オカ川
  - イルクート川
  - バイカル湖
    - スネージナヤ川
    - セレンガ川
      - オルホン川

    - バルグジン川
    - 上アンガラ川
- カン川
- アバカン川
- ビー＝ヘム川（ロシア語版）（ボルショイ・エニセイ川/大エニセイ川）
- カー＝ヘム川（ロシア語版）（マールイ・エニセイ川/小エニセイ川）

## 河川施設
- サヤノシュシェンスカヤダム
- ブラーツクダム
- クラスノヤルスクダム